# Ichneumon potanini
Ichneumon potanini là một loài tò vò trong họ Ichneumonidae.